# Paul Valéry
Ambroise-Paul-Toussaint-Jules Valéry (Sète, 30 de octubre de 1871-París, 20 de julio de 1945) fue un escritor, poeta, ensayista y filósofo francés. Como poeta es el principal representante de la llamada poesía pura; como prosista y pensador (él se consideraba antifilósofo), sus textos han sido comentados por muchos autores, desde Theodor Adorno y Octavio Paz hasta Jacques Derrida.
Además de su poesía y ficción (teatro y diálogos), sus intereses incluían aforismos sobre arte, historia, letras, música y acontecimientos actuales. Valéry fue nominado al Premio Nobel de Literatura en 12 años diferentes.

## Biografía
Valéry nació de padre corso y madre genovesa - istria en Sète, ciudad de la costa mediterránea del Hérault, pero se crio en Montpellier, un centro urbano más grande y cercano. Tras una educación católica tradicional, estudió derecho en la universidad y residió en París durante la mayor parte de su vida, donde formó parte, durante un tiempo, del círculo de Stéphane Mallarmé.

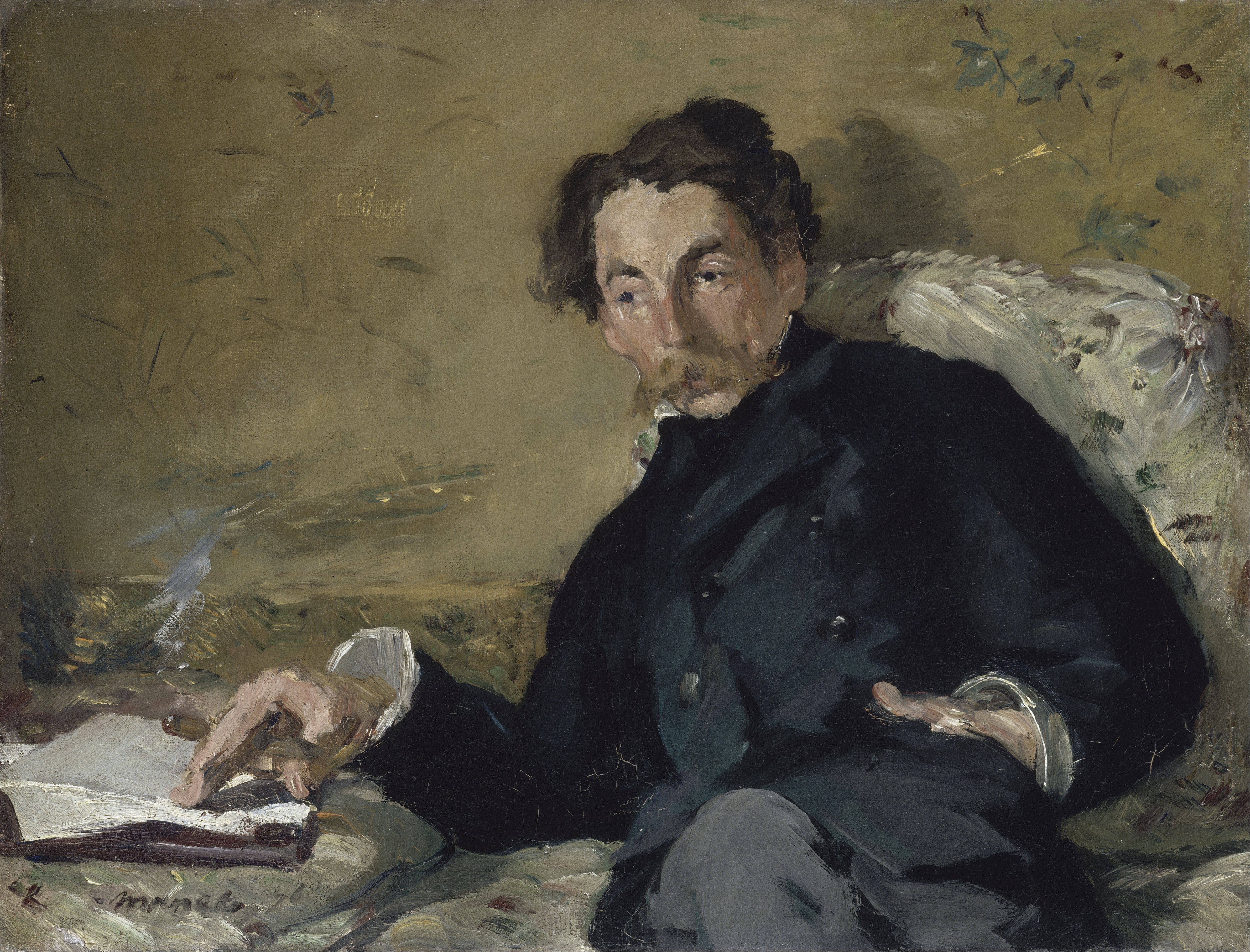
Stéphane Mallarmé (óleo de Edouard Manet)

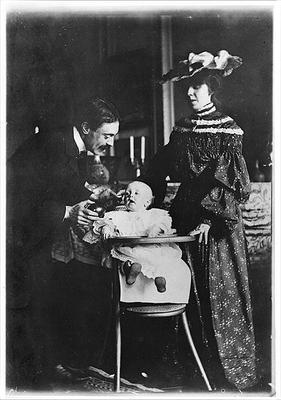
Paul Valéry, esposa e hijo, 1904

En 1900, se casó con Jeannine Gobillard, amiga de la familia de Stéphane Mallarmé y sobrina de la pintora Berthe Morisot. La boda fue una ceremonia doble: la prima de la novia, hija de Berthe Morisot, Julie Manet, se casó con el pintor Ernest Rouart.  Valéry y Gobillard tuvieron tres hijos: Claude, Agathe y François.
Antes del comienzo de la Primera Guerra Mundial, en 1913, André Gide, que terminaba de fundar la Nouvelle Revue Francaise, le pidió autorización para publicar los versos que habían aparecido antes en algunas revistas. Valéry se negó, pero los amigos reunieron todos esos números atrasados, los hicieron mecanografiar y se los presentaron al poeta. Tras vacilar un poco, al fin aceptó corregirlos. “Contacto con mis monstruos. Disgusto. Me pongo a manosearlos. Retoques”, escribió en sus notas. Luego, como la extensión de la obra no le parecía suficiente, decidió completarla agregándole un pequeño poema, algo que sería también, según pensaba, su despedida de la poesía. Comenzó en 1913. Al año siguiente estalló la guerra y su trabajo se fue retrasando. Por fin, en 1917, lo completó. Se titulaba La joven Parca.
Este libro lo convirtió en una celebridad, algo que Valéry aceptó con modestia e ironía. En 1920 publicó El cementerio marino y su fama se acrecentó todavía más. Un año después una encuesta daba cuenta de que la mayoría lo consideraba como el poeta francés más grande de ese tiempo. En 1922 apareció su poesía completa con el título de Charmes, en una edición reducida. Los honores y los reconocimientos oficiales empezaron a sucederse. En 1925 fue elegido miembro de la Academia Francesa. En su discurso de recepción, hecho en honor de su predecesor, Anatole France, no lo nombró a este ni una vez, como una especie de venganza por haberse negado alguna vez France a la publicación de los versos de Mallarmé. A partir de ese año empezó a publicar una serie de obras en prosa acerca de los temas más variados, algunas de ellas por encargo. Durante la ocupación alemana no solamente rehusó colaborar, sino que hasta se atrevió, en su carácter de secretario de la Academia Francesa, a pronunciar el elogio fúnebre “del judío Henri Bergson”. Esto consiguió que fuera destituido de su cargo de Administrador del Centro Universitario de Niza.
Valéry formó parte del jurado junto a Florence Meyer Blumenthal en la concesión del Premio Blumenthal, una beca otorgada entre 1919 y 1954 a jóvenes pintores, escultores, decoradores, grabadores, escritores y músicos franceses.
Aunque sus primeras publicaciones datan de veinticinco años, Valéry no se convirtió en escritor a tiempo completo hasta los cincuenta. Valéry se ganó brevemente la vida en el Ministerio de Guerra  antes de asumir un puesto relativamente flexible como secretario privado de Edouard Lebey, exdirector ejecutivo de la agencia de noticias Havas (posteriormente rebautizada como "Agence France-Presse"), cada vez más deteriorado. Ocupó este puesto durante más de veinte años, hasta la muerte de Lebey en 1922.
En 1931, fundó el Collège International de Cannes,  una institución privada dedicada a la enseñanza de la lengua y la civilización francesas. El Collège sigue en activo, ofreciendo cursos profesionales para hablantes nativos (para certificación educativa, derecho y administración de empresas), así como cursos para estudiantes extranjeros.
Pronunció el discurso inaugural en la celebración nacional alemana de 1932 del centenario de la muerte de Johann Wolfgang Goethe. Fue una elección acertada, ya que Valéry compartía la fascinación de Goethe por la ciencia (en concreto, la biología y la óptica).
Además de sus actividades como miembro de la Academia Francesa, también fue miembro de la Academia de Ciencias de Lisboa y del Frente Nacional de Ecrivains. En 1937, fue nombrado director ejecutivo de lo que posteriormente se convertiría en la Universidad de Niza. Fue el titular inaugural de la Cátedra de Poética del Collège de France.
Durante la Segunda Guerra Mundial, el régimen de Vichy lo despojó de algunos de estos cargos y distinciones debido a su silenciosa negativa a colaborar con Vichy y la ocupación alemana. Sin embargo, durante estos años convulsos, Valéry continuó publicando y participando activamente en la vida cultural francesa, especialmente como miembro de la Academia Francesa. A partir de 1942, se convirtió en miembro del Comité Nacional de Escritores, una rama del movimiento de resistencia antinazi, el Frente Nacional.
Valéry fue nominado al Premio Nobel de Literatura doce veces. Se cree que la Academia Sueca tenía la intención de otorgarle el premio en 1945, de no haber fallecido ese año.
Valéry murió en París en julio de 1945. Está enterrado en el cementerio de su ciudad natal, Sète, el mismo cementerio celebrado en su famoso poema Le Cimetière marin.

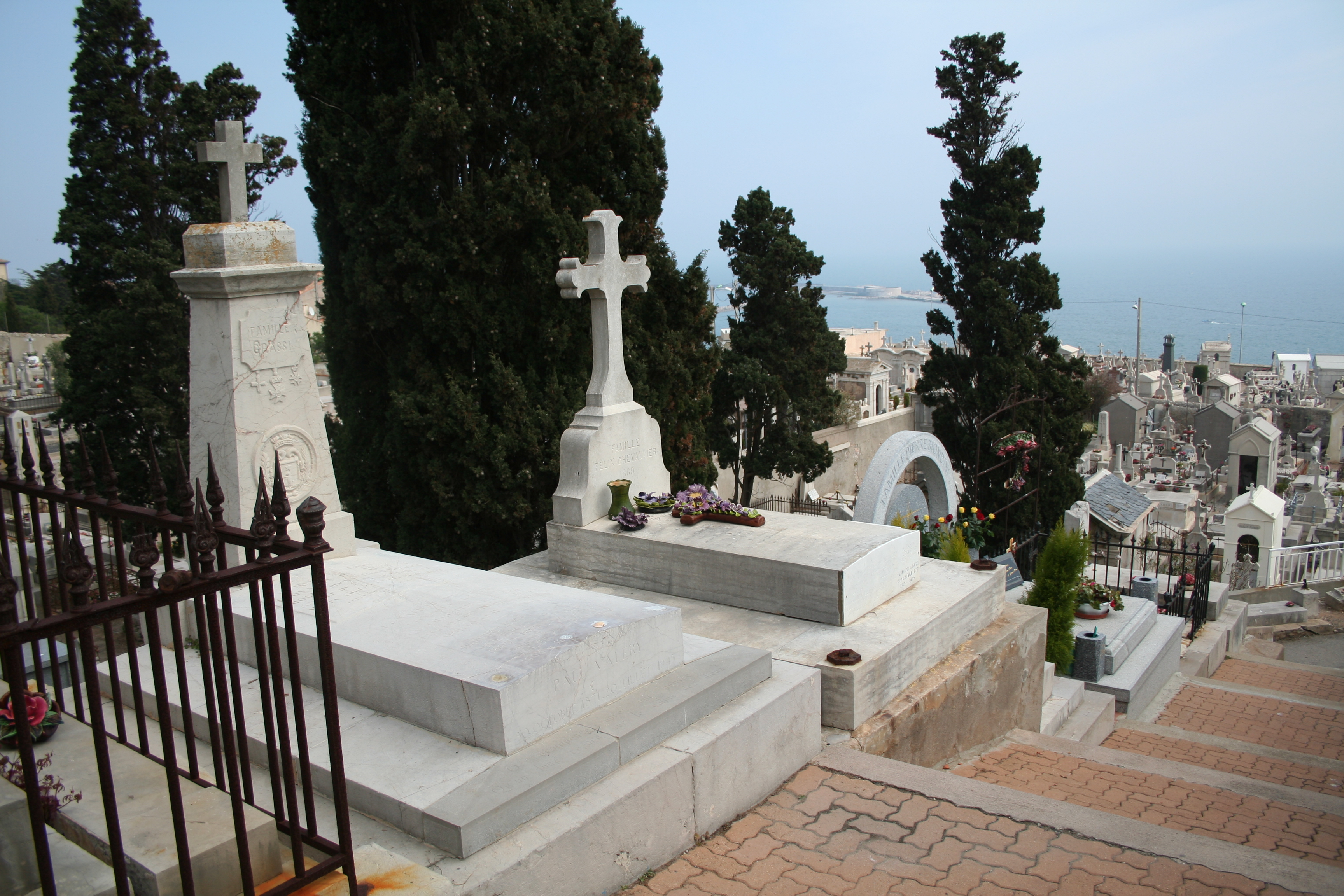
Tumba de Paul Valéry en el cementerio de Sète, el “cementerio marino”

## Obra principal
De entre la obra de Valéry se destacan seis títulos: La velada con Monsieur Teste, La joven Parca, El cementerio marino, la serie de ensayos denominada Variedad, la obra teatral inconclusa Mi Fausto, y los Cuadernos, título con el que se agrupan las anotaciones que asentó durante cincuenta años en más de doscientos cuadernos.

### Monsieur Teste
Monsieur Teste, “fantástico personaje engendrado durante jornadas de embriaguez de su voluntad y entre extraños excesos de conciencia de sí”, según escribió el propio Valéry, ilustra para el crítico Pierre de Boisdeffre “el ideal valeriniano del sabio, del hombre completamente dueño de su pensamiento, entregado por entero a las despiadadas disciplinas del espíritu”. Verdadera Quimera de la mitología intelectual, como también lo llamó su autor, ningún rasgo lo particulariza; habla sin gesticular, no sonríe, apenas saluda, habita un pisito amoblado sin libros ni escritorio, un alojamiento “cualquiera”, “análogo al punto cualquiera de los teoremas y acaso tan útil”. Allí, en ese lugar “puro y trivial”, repasa los métodos extraordinarios que ha encontrado para lograr que su pensamiento consiga un alto grado de precisión, para que el lenguaje adquiera definiciones cinceladas por bordes de diamante, que seccionan hasta el mínimo lo vago y mal considerado. A veces se detiene y anota: “Confieso que he hecho un ídolo de mi espíritu, pero no he encontrado otro”. Termina por parecerse, según agrega Boisdeffre, “a un hombre de vidrio de tan clara visión, tan neta sensibilidad, tan sutil representación y ciencia tan perfecta, que se refleja, repercute y responde como en una serie infinita de límpidos espejos”. Al final, sin embargo, hastiado de tener razón, de la eficacia de sus procedimientos, de conseguirlo todo merced a la potencia de su espíritu, M. Teste considera ensayar “algo distinto”, algo que le permita sortear ese transcurrir “del inconsciente insensible al inconsciente insensible” al que fue llevada su vida por ese atisbar afiebrado de su propio yo.

### La joven Parca
“Una pesadilla en la que el personaje es, a la vez que objeto, conciencia consciente. Figuraos que alguien despertara en medio de la noche y que durante toda la vida se hablara y se reviviera a sí mismo”: de este modo trató Valéry de definir su poema La joven Parca, publicado en 1917, “después de muchos años de haber abandonado el arte de versificar y tratando de obligarme de nuevo a ello”, como reza la dedicatoria a su amigo André Gide. Para muchos críticos poema de la conciencia, de la memoria, del devenir, su desarrollo en varias direcciones lo transforma, en palabras de su creador, en una “pintura de psicológicas sustituciones… y en la transformación de una conciencia durante el transcurso de una noche”. El ensayista y filósofo Alain escribió en el prefacio para la primera edición francesa que se trata de una epopeya íntima, que la Parca desenreda de su propio ser el hilo de cada destino; y según ella misma, no según una necesidad externa. “De ahí su nombre, su doble nombre, la Joven Parca. Parca, debido a que no existirá jamás una vida distinta de ésta, movida, arriesgada, salvada según sus propias tormentas y con las mareas de la sangre, es decir de acuerdo con las leyes puras del mundo, en detrimento de la historia. Joven, porque la vida épica es la vida virgen, poderosa, apasionada de sí misma —no la vida desgarrada— y ya transmitida al siguiente”.

### El cementerio marino
El cementerio marino se originó a partir de un ritmo que Valéry recordó un día, un ritmo apenas utilizado desde los cantares de gesta de la Edad Media: el decasílabo con acento y cesura en la cuarta sílaba. Concebido como una especie de sinfonía cuyas frases melódicas resonaban en el interior del poeta, semejaba en sus inicios un marco sonoro dentro del cual se encuadraban imágenes flotantes. Según propia confesión, la más nítida de estas era una visión de su juventud, una colina alargada que dominaba su ciudad natal de Sète y concluía en el rectángulo del cementerio, llamado desde siempre, por la vista del mar que desde allí se tenía, “El cementerio marino”. Gustave Cohen, profesor de la Sorbona y que “explicó” a los estudiantes el poema en presencia de Valéry, le concede importancia a este elemento personal, “que implica una especie de confesión sentimental, aunque extremadamente velada, y que se justifica sobre todo por el hecho de que la conclusión será la determinación de una actitud, el paso de la pura contemplación a la acción creadora”. Para él, el poema recuerda la estructura de una tragedia clásica, realizada no en cinco sino en cuatro actos, con su exposición, su trama y su desenlace. Esos cuatro actos o momentos, él los identifica como Inmovilidad del No-Ser o de la Nada eterna e inconsciente (estrofas I-IV), el primero; Movilidad del Ser efímero y consciente (estrofas V-VIII), el segundo; ¿Muerte o Inmortalidad?  (estrofas IX-XVIII), el tercero; y Triunfo de lo momentáneo y de lo sucesivo, del cambio y de la creación poética (estrofas XIX-XXIV), el cuarto. Su conclusión es que se trata de un arte y de una doctrina que no pretendían “más que expresar el éxtasis angustiado del poeta filósofo entre el esplendor inmóvil del No-Ser y la inquietud estremecida del Ser, entre el Universo que se ignora y la conciencia que se conoce, entre lo Eterno, que es pura luz, y lo momentáneo, que posee la riqueza, la fecundidad y el viso tornasolado de la existencia”.

### Variedad
Variedad recoge una serie de ensayos clasificados como Estudios literarios, Estudios filosóficos, Ensayos casi políticos, Teoría poética y estética y Memorias del poeta.
En Estudios literarios se destacan los dedicados a Stendhal, a Baudelaire y a Mallarmé, este último un relato detallado de sus impresiones al tener ante sí por vez primera, presentado por su autor, la disposición tipográfica del célebre poema Un coup de dés.
En los Estudios filosóficos hay tres estudios sobre Descartes, uno de sus autores favoritos, y, tan importantes como estos, un estudio sobre Eureka de Edgar Allan Poe y otro sobre Swedenborg.
En Ensayos casi políticos aparece "Balance de la inteligencia" que es el ensayo más significativo; en Teoría poética y estética, “A propósito de poesía”, “Discurso sobre la estética” y “Poesía y pensamiento abstracto”. En Memorias del poeta, finalmente, se distingue el trabajo titulado “A propósito de El cementerio marino”, en el cual Valéry relata los detalles que le dieron origen al poema y luego reflexiona, de un modo más general, sobre cuestiones relacionadas con la labor poética.

### Mi Fausto
La primera idea acerca de Mi Fausto aparece en julio de 1928, en las anotaciones de los Cuadernos. Son esbozos que serán luego desechados: un monólogo de Adán que expresaría la situación del hombre fuera del Paraíso y su aceptación de la mortalidad; un diálogo entre el demonio y Dios; algún tema bizarro: “Margarita es presentada a Fausto, que solicita un muchacho”; una especie de relato de “memorias”, parecido a los fragmentos que aparecen después en la versión actual, cuando le dicta a su secretaria. En 1930 aparecen dos de las ideas centrales de la obra: la amenaza que significa para el mundo el espíritu del hombre, y la idea del “yo puro, del yo que trasciende”. La primera le es comunicada a Mefistófeles entre reproches: “Ahora apenas si causas miedo. El infierno no aparece más que en el último acto… Mientras tú descansabas en la pereza de tu eternidad, sobre tus procederes del año I, el espíritu del hombre, ¡despertado por ti mismo!..., ha acabado por acometer los cimientos de la Creación… ¡Figúrate que han encontrado… el viejo CAOS!… Y ahora comienzan, a tientas, a palpar los mismos principios de la vida… ¿Sabes que eso es, quizá, el fin del alma?” Se trata de una época de la humanidad en la que “el bobo vuela y las tonterías cabalgan sobre la luz”, y que Valéry, en el final de sus días, llamará “innoble” y juzgará irreversible. La segunda idea, la del yo-puro, Fausto la comunica diciendo que desea acabar “ligero, desatado para siempre de todo lo que se parece a algo”, aunque luego, como herido por el frío existencial de esa zona demasiado abstracta, retrocede hasta aceptar la posibilidad de que en su vida se instale la única forma de amor que halla gracia a sus ojos: la ternura. Lust, “la señorita de cristal”, la secretaria joven a quien él le dicta, encarnará entonces esa ternura, estableciendo un balance entre la extrema inteligencia y el corazón oscuro. Para el crítico Charles Moeller, la sorprendente novedad de este Fausto reside en que Valéry, y según lo que este mismo escribió al respecto, va a intentar hacer “del amor una potencia capaz de figurar en el espíritu y de combinarse con él de suerte que uno y otro, recíprocamente, se exalten”. Esto no fue plasmado en la obra, que quedó inconclusa, pero la confesión de Valéry en sus Cuadernos: “Pues Lust y Fausto son yo —y nada más que yo”, es para Moeller un indicio “pasmoso y esencial” de las intenciones del poeta.

### Cuadernos
Los Cuadernos de Valéry reúnen sus anotaciones diarias, hechas en los amaneceres (“entre la lámpara y el sol”) y con la disciplina y el rigor obstinado de quien consideraba que “ser es ser disciplinado”. La primera anotación de estos Cuadernos pertenece al año 1894; la última, escrita con lápiz y mano temblorosa, al verano de 1945, dice: “La palabra Amor sólo se ha visto asociada al nombre de Dios desde Cristo”.
Andrés Sánchez Robayna, traductor y prologuista de la edición española (una selección que redujo las más de veinticinco mil páginas del original a unas quinientas), anota que lo que conduce a Valéry a una práctica semejante de escritura “es una pertinaz, obsesiva voluntad de conocimiento. Pero una voluntad en la que comprender no es distinto de crear. Lo había aprendido de Leonardo da Vinci”. Aforismos, fórmulas matemáticas, estudios sobre arte y estética, sobre filosofía (Ilya Prigogine afirmó que las actuales teorías de la Física acerca del tiempo están anticipadas con la mayor claridad en estos Cuadernos), dibujos, poemas en prosa, apuntes de biografía, de política, de psicología, de sociología, de crítica literaria, hasta fragmentos de criptografía erótica, permiten asistir a la evolución del pensamiento valeriano y, también, a la gestación de sus obras poéticas y ensayísticas.
La estudiosa Judith Robinson destaca en su libro El análisis del espíritu en los  Cuadernos de Valéry, que el pensamiento analítico de este autor tiene menos afinidad con el método tradicional francés de reflexión que con Ludwig Wittgenstein, con el Círculo de Viena y con la escuela inglesa de Bertrand Russell. También lo ha afirmado Jacques Bouveresse, al aproximarle a Musil y Wittgenstein.
No dejó a los filósofos insensibles: frecuentaron su obra Merleau-Ponty, Heidegger y Adorno. Fue considerado por Octavio Paz, acaso en un momento de declive sartriano, como filósofo más importante que Sartre, y para Theodor Adorno fue quien tuvo mayor influencia en el pensamiento de Walter Benjamin, con el cual a veces se le ha emparejado más ajustadamente, como pensador y prosista. Por su parte Jacques Derrida le comentó mucho en sus libros, hasta en su último seminario, La bête et le souverain.

## Obras en francés
- Introduction à la méthode de Léonard de Vinci (1895)
- La Soirée avec monsieur Teste (1896)
- Essai d'une conquête méthodique (1897)
- La Jeune Parque (1917)
- La Crise de l’esprit (1919)
- Le cimetière marin (1920)
- Album de vers anciens (1920)
- Charmes (1922)
- Eupalinos ou l’Architecte (1923)
- L'Âme et la danse (1923)
- Variété I (1924)
- Propos sur l'intelligence (1925)
- Monsieur Teste (1926)
- Variété II (1930)
- Regards sur le monde actuel (1931)
- Amphion (1931)
- Pièces sur l'art (1931)
- L'idée fixe ou Deux Hommes à la mer (1932)
- Discours en l'honneur de Goethe (1932)
- Sémiramis (1934)
- Notion générale de l’art (1935)
- Variété III (1936)
- Degas, danse, dessin (1938)
- Discours aux chirurgiens (1938)
- Variété IV (1938)
- Mauvaises pensées et autres (1942)
- Tel quel (1941, puis 1943) (Cahier B 1910; Moralités; Littérature et Choses tues)
- Dialogue de l'arbre (1943)
- Variété V (1944)

Póstumas :
- Mon Faust (1946)
- L'Ange (1947)
- Histoires brisées (1950)
- Lettres à quelques uns (1952) Correspondance de Paul Valéry s'étageant tout au long de sa vie.
- Vues (1948)
- Œuvres I (1957), edición de Jean Hytier, Bibliothèque de la Pléiade - Gallimard
- Œuvres II (1960), edición de Jean Hytier, Bibliothèque de la Pléiade - Gallimard
- Cahiers I (1973), edición de Judith Robinson-Valéry, Bibliothèque de la Pléiade - Gallimard
- Cahiers II (1974), edición de Judith Robinson-Valéry, Bibliothèque de la Pléiade - Gallimard
  - La totalité des Cahiers est consultable en fac-similé à la bibliothèque du Centre Georges-Pompidou de Paris. Réédition, Gallimard, 2009.
- Les Principes d'anarchie pure et appliquée (1984)
- Corona & Coronilla: poèmes à Jean Voilier (2008)
- Lettres à Jean Voilier. Choix de lettres 1937-1945 (2014)

## Ediciones en español
- Valéry, Paul (2023). El cementerio marino. Universidad Autónoma de Nuevo León (Colección El oro de los tigres). Versión y notas de Fabián Espejel. Prólogo de José María Espinasa. Edición bilingüe. ISBN 978-607-27-2123-4.
- Valéry, Paul (2021). Malos pensamientos & otros. Abada Editores. Traducción de Malika Embarek López. Epílogo de José Luis Gallero.
- Valéry, Paul (2017). Narciso. Hermida Editores. Edición de Pedro Gandía. Edición bilingüe.
- Valéry, Paul (2016). Cármenes. Colección Visor de Poesía. Traducción y prólogo de Pedro Gandía. Edición bilingüe.
- Valéry, Paul (2015). La joven parca. Ediciones Linteo. Traducción de Antonio Martínez Sarrión. Edición bilingüe.
- Valéry, Paul (2009). Corona & Coronilla. Poemas a Jean Voilier. Ediciones Hiperión. Versión española de Jesús Munárriz. ISBN 978-84-7517-957-5.

- Valéry, Paul (2007). Cuadernos 1894-1945. Galaxia Gutenberg / Círculo de Lectores. Selección, edición e introducción de Andrés Sánchez Robayna. Traducciones de Maryse Privat, Fátima Sainz y Andrés Sánchez Robayna. ISBN 978-84-8109-684-2.

- Valéry, Paul (2006). Le cimetière marin / El cementerio marino. Editorial Lucina / Versión rítmica de Agustín García Calvo. ISBN 84-85708-69-5.

- Valéry, Paul (2006). El cementerio marino. Alhulia. ISBN 978-84-96083-87-5.

- Valéry, Paul (2005). El cementerio marino. Torre de Goyanes. ISBN 978-84-95101-34-1.

- Valéry, Paul (2004). Eupalinos o el arquitecto. Colegio Oficial de Aparejadores y Arquitectos Técnicos de Murcia. ISBN 978-84-500-7702-5.
- Valéry, Paul (2004). Mi Fausto; Diálogo del árbol. A.Machado Libros. ISBN 978-84-7774-634-8.

- Valéry, Paul (2002). El cementerio marino. Calima Ediciones. ISBN 978-84-89972-38-4.
- Valéry, Paul (2002). El cementerio marino. Alianza Editorial. Versión de Jorge Guillén. Edición bilingüe. ISBN 978-84-206-7274-8.

- Valéry, Paul (2001). Eupalinos o el arquitecto; El alma y la danza. A.Machado Libros. ISBN 978-84-7774-610-2.
- Valéry, Paul (2001). El cementerio marino. Ediciones Linteo. Traducción de Héctor E. Ciocchini y Héctor Blas González. ISBN 978-84-930058-9-4.

- Valéry, Paul (1999). La joven Parca; El cementerio marino. Ediciones Cátedra. ISBN 978-84-376-1780-0.

- Valéry, Paul (1999). Monsieur Teste. A.Machado Libros.
- Valéry, Paul (1998). El cementerio marino. Ediciones La Luna Que. Traducción de Mario Sampaolesi. Edición bilingüe.

- Valéry, Paul (1995). Estudios literarios. A.Machado Libros. ISBN 978-84-7774-564-8.

- Valéry, Paul (1994). Poemas. Visor Libros. ISBN 978-84-7522-038-3.

- Valéry, Paul (1993). Estudios filosóficos. A.Machado Libros. ISBN 978-84-7774-562-4.

- Valéry, Paul (1991). Teoría poética y estética. A.Machado Libros. ISBN 978-84-7774-539-6.
- Valéry, Paul (1988). La idea fija, la. A.Machado Libros. ISBN 978-84-7774-518-1.

- Valéry, Paul (1987). Escritos sobre Leonardo Da Vinci. A.Machado Libros. ISBN 978-84-7774-004-9.
- Valéry, Paul (1987). Mi Fausto. Icaria. ISBN 978-84-7426-131-8.

- Valéry, Paul (1987). Principios de anarquía pura y aplicada. Tusquets Editores. ISBN 978-84-7223-095-8.

- Valéry, Paul (1973). Poesías. Alberto Corazón. ISBN 978-84-7053-092-0.
- Valéry, Paul (1973). La joven parca. Tusquets Editores. ISBN 978-84-7223-034-7.

- Valéry, Paul (1967). El cementerio marino. Alianza Editorial. M 18.073-1967.

- Valéry, Paul (1956). Variedad (I) – Estudios literarios – Estudios filosóficos. Editorial Losada, Buenos Aires. Traducción de Aurora Bernárdez y Jorge Zalamea.

- Valéry, Paul (1956). Variedad (II) – Ensayos casi políticos – Teoría poética y estética – Memorias del poeta. Editorial Losada, Buenos Aires. Traducción de Aurora Bernárdez y Jorge Zalamea.
- Valéry, Paul (1954). La idea fija. Editorial Losada, Buenos Aires. Traducción de José Bianco.
- Valéry, Paul (1954). Miradas al mundo actual. Editorial Losada, Buenos Aires. Traducción de José Bianco.
- Valéry, Paul (1941). Las Quintaesencias. Ediciones de la Gacela, Madrid-Barcelona. Estudio y selección de Luis Ignacio Bertran.
- Valéry, Paul (1940). El alma y la danza – Eupalinos o el Arquitecto. Editorial Losada, Buenos Aires. Traducción de José Carner.
- Valéry, Paul (1932). El cementerio marino. Ediciones de la revista Letras. Traducción de Emilio Oribe.
- Valéry, Paul (1931). El cementerio marino. Ediciones Schillinger. Traducción de Néstor Ibarra. Prefacio de Jorge Luis Borges. Edición bilingüe.
- Valéry, Paul (1930). El cementerio marino. Versión castellana de Mariano Brull.
- Valéry, Paul (1929). El cementerio marino. Versión de Jorge Guillén. Revista de Occidente. En 1930 se publicó una versión con ilustraciones de Gino Severini.